# Vivian Chebet Kiprotich
Vivian Chebet Kiprotich (* 7. Januar 1996) ist eine kenianische Mittelstreckenläuferin, die sich auf den 800-Meter-Lauf spezialisiert hat.

## Sportliche Laufbahn
Erste internationale Erfahrungen sammelte Vivian Chebet Kiprotich im Jahr 2023, als sie bei den Weltmeisterschaften in Budapest im 800-Meter-Lauf mit 2:01,26 min in der ersten Runde ausschied. Anschließend siegte sie in 1:59,56 min beim Palio Citta' della Quercia. Im Jahr darauf belegte sie bei den Hallenweltmeisterschaften in Glasgow in 2:03,76 min den vierten Platz und gewann kurz darauf in 2:00,27 min die Bronzemedaille bei den Afrikaspielen in Accra hinter der Äthiopierin Tsige Duguma und Halimah Nakaayi aus Uganda. Im Mai siegte sie in 1:59,76 min beim Meeting International de Montreuil sowie in 1:59,45 min beim Memoriał Janusza Kusocińskiego. Im August schied sie bei den Olympischen Sommerspielen in Paris mit 1:59,64 min im Halbfinale aus. 2025 schied sie bei den Hallenweltmeisterschaften in Nanjing mit 2:05,11 min im Vorlauf aus.

## Persönliche Bestzeiten
- 600 Meter: 1:25,42 min, 1. September 2024 in Berlin
- 800 Meter: 1:58,26 min, 20. April 2024 in Nairobi
  - 800 Meter (Halle): 1:59,65 min, 2. März 2024 in Glasgow